# Giải bóng đá vô địch quốc gia 2009 (kết quả chi tiết)
Sau đây là kết quả chi tiết Giải bóng đá vô địch quốc gia 2009, có tên chính thức là Giải bóng đá vô địch quốc gia Petro Vietnam Gas 2009 hay Petro Vietnam Gas V-League 2009, với 14 câu lạc bộ tham dự diễn ra từ ngày 7 tháng 2 đến 23 tháng 8 năm 2009.

## Vòng 1
| 7 tháng 2 năm 2009 | Quân khu 4 | 0 – 1    | Sông Lam Nghệ An   | Sân Quân khu 4, Nghệ An                           |  |
| 15:00              |            | Chi tiết | Phạm Văn Quyến 48' | Lượng khán giả: 12.000 Trọng tài: Phùng Đình Dũng |  |

| 7 tháng 2 năm 2009 | Xi măng Công Thanh Thanh Hóa   | 2 – 0    | TP Hồ Chí Minh | Sân Thanh Hóa, Thanh Hóa                        |  |
| 15:00              | William Olajide Ahmed 38', 48' | Chi tiết |                | Lượng khán giả: 7.000 Trọng tài: Hoàng Anh Tuấn |  |

| 7 tháng 2 năm 2009 | Thể Công            | 1 – 1    | T&T Hà Nội     | Sân Hàng Đẫy, Hà Nội                             |  |
| 16:00              | Aloys Nyom Nyom 12' | Chi tiết | Vy Đức Anh 87' | Lượng khán giả: 10.000 Trọng tài: Nguyễn Ngọc Hà |  |

| 7 tháng 2 năm 2009 | Khatoco Khánh Hòa        | 1 – 1    | Đồng Tâm Long An                          | Sân Nha Trang, Khánh Hòa                          |  |
| 16:00              | Phan Văn Giàu 29' (l.n.) | Chi tiết | Tshamala Kabanga 82' · Lý Lâm Huy 60' 76' | Lượng khán giả: 6.000 Trọng tài: Nguyễn Ngọc Minh |  |

| 7 tháng 2 năm 2009 | Becamex Bình Dương                                            | 3 – 0    | Gạch men Mikado Nam Định | Sân Bình Dương, Bình Dương                        |  |
| 16:00              | Philani 14' · Huỳnh Kesley Alves 73' · Nguyễn Đức Thiện 90+2' | Chi tiết |                          | Lượng khán giả: 15.000 Trọng tài: Trần Khánh Hưng |  |

| 7 tháng 2 năm 2009 | Hoàng Anh Gia Lai | 0 – 3    | TĐCS Đồng Tháp                | Sân Pleiku, Gia Lai                            |  |
| 16:00              |                   | Chi tiết | Timothy Anjembe 49', 65', 77' | Lượng khán giả: 6.000 Trọng tài: Võ Quang Vinh |  |

| 7 tháng 2 năm 2009 | SHB Đà Nẵng                | 1 – 0    | Xi măng Hải Phòng | Sân Chi Lăng, Đà Nẵng                           |  |
| 16:30              | Almeida Jose De Emidio 10' | Chi tiết |                   | Lượng khán giả: 16.000 Trọng tài: Đặng Thanh Hạ |  |

## Vòng 2
| 15 tháng 2 năm 2009 | T&T Hà Nội       | 1 – 0    | SHB Đà Nẵng | Sân Hàng Đẫy, Hà Nội                              |  |
| 15:30               | Lê Công Vinh 60' | Chi tiết |             | Lượng khán giả: 3.000 Trọng tài: Nguyễn Văn Quyết |  |

| 15 tháng 2 năm 2009 | Gạch men Mikado Nam Định | 1 – 0    | XMCT Thanh Hóa | Sân Thiên Trường, Nam Định                      |  |
| 15:30               | Amaobi 60'               | Chi tiết |                | Lượng khán giả: 6.000 Trọng tài: Phạm Quốc Dũng |  |

| 15 tháng 2 năm 2009 | Sông Lam Nghệ An       | 0 – 0    | Khatoco Khánh Hòa | Sân Vinh, Nghệ An                                  |  |
| 15:30               | Trần Đình Hưng 71' 78' | Chi tiết |                   | Lượng khán giả: 10.000 Trọng tài: Nguyễn Trọng Thư |  |

| 15 tháng 2 năm 2009 | TĐCS Đồng Tháp      | 1 – 0    | Becamex Bình Dương | Sân Cao Lãnh, Đồng Tháp                       |  |
| 15:30               | Timothy Anjembe 46' | Chi tiết |                    | Lượng khán giả: 11.000 Trọng tài: Võ Minh Trí |  |

| 15 tháng 2 năm 2009 | Xi măng Hải Phòng                        | 2 – 1    | Thể Công            | Sân Lạch Tray, Hải Phòng                         |  |
| 16:00               | Đồng Đức Thắng 52' · Leandro 74' (ph.đ.) | Chi tiết | Nguyễn Công Huy 42' | Lượng khán giả: 30.000 Trọng tài: Dương Văn Hiền |  |

| 15 tháng 2 năm 2009 | TP Hồ Chí Minh            | 1 – 0    | Hoàng Anh Gia Lai | Sân Thống Nhất, TP.HCM                         |  |
| 17:00               | Clayton Bezerra Leite 63' | Chi tiết |                   | Lượng khán giả: 11.000 Trọng tài: Đỗ Quốc Hoài |  |

| 15 tháng 2 năm 2009 | Đồng Tâm Long An                                   | 2 – 0    | Quân khu 4         | Sân Long An, Long An                             |  |
| 17:00               | Bolima Cedric Ousman 84' · Everton Eriel Rocha 88' | Chi tiết | Lê Hải Anh 71' 86' | Lượng khán giả: 7.000 Trọng tài: Trần Công Trọng |  |

## Vòng 3
| 1 tháng 3 năm 2009 | Xi măng Hải Phòng | 0 – 2    | Gạch men Mikado Nam Định               | Sân Lạch Tray, Hải Phòng                      |  |
| 15:00              |                   | Chi tiết | Mai Ngọc Quang 81' (l.n.) · Amaobi 82' | Lượng khán giả: 30.000 Trọng tài: Võ Minh Trí |  |

| 1 tháng 3 năm 2009 | XMCT Thanh Hóa                                | 2 – 2    | Sông Lam Nghệ An                            | XMCT Thanh Hóa, Thanh Hóa                                                                                     |  |
| 15:00              | Andermatten Rogelio 3' · William O. Ahmed 81' | Chi tiết | Nguyễn Trọng Hoàng 5' · Nguyễn Ngọc Anh 22' | Lượng khán giả: 12.000 Trọng tài: Đặng Thanh Hạ (phút 74 bị chấn thương và thay bằng trọng tài Đào Văn Cường) |  |

| 1 tháng 3 năm 2009 | Quân khu 4 | 1 – 0    | TĐCS Đồng Tháp | Sân Quân khu 4, Nghệ An                         |  |
| 15:00              | Lazaro 23' | Chi tiết |                | Lượng khán giả: 2.000 Trọng tài: Hoàng Anh Tuấn |  |

| 1 tháng 3 năm 2009 | Hoàng Anh Gia Lai         | 1 – 0    | SHB Đà Nẵng | Sân Pleiku, Gia Lai                              |  |
| 16:00              | Evaldo R. Goncalves 90+1' | Chi tiết |             | Lượng khán giả: 5.000 Trọng tài: Phùng Đình Dũng |  |

| 1 tháng 3 năm 2009 | Thể Công                                                         | 3 – 1    | Becamex Bình Dương     | Sân Hàng Đẫy, Hà Nội                              |  |
| 16:00              | Nguyễn Ngọc Duy 52' · Đào Xuân Thành 80' · Francois Endene 90+4' | Chi tiết | Huỳnh Kesley Alves 69' | Lượng khán giả: 4.500 Trọng tài: Nguyễn Trọng Thư |  |

| 1 tháng 3 năm 2009 | TP Hồ Chí Minh    | 1 – 3    | Khatoco Khánh Hòa      | Sân Thống Nhất, TP Hồ Chí Minh               |  |
| 17:00              | Ngũ Chí Thắng 41' | Chi tiết | Jonathan 38', 66', 77' | Lượng khán giả: 6.000 Trọng tài: Vũ Bảo Linh |  |

| 1 tháng 3 năm 2009 | Đồng Tâm Long An                               | 2 – 2    | T&T Hà Nội                                 | Sân Long An, Long An                            |  |
| 17:00              | Bolima Cedric Ousman 76' · Phan Văn Tài Em 80' | Chi tiết | Cao Sỹ Cường 45' · Valdinei G.D.Santos 62' | Lượng khán giả: 15.000 Trọng tài: Võ Quang Vinh |  |

## Vòng 4
| 6 tháng 3 năm 2009 | Becamex Bình Dương | 1 – 2    | Quân khu 4            | Sân Bình Dương, Bình Dương                        |  |
| 17:00              | De Lima 12'        | Chi tiết | Mota 20' · Lazaro 76' | Lượng khán giả: 10.000 Trọng tài: Nguyễn Phi Long |  |

| 8 tháng 3 năm 2009 | T&T Hà Nội        | 1 – 0    | XMCT Thanh Hóa | Sân Hàng Đẫy, Hà Nội                           |  |
| 15:30              | Laerte Junior 86' | Chi tiết |                | Lượng khán giả: 4.000 Trọng tài: Đào Văn Cường |  |

| 8 tháng 3 năm 2009 | GM Mikado Nam Định | 1 – 1    | Đồng Tâm Long An    | Sân Thiên Trường, Nam Định                       |  |
| 15:30              | Amaobi 89'         | Chi tiết | Nguyễn Văn Khải 87' | Lượng khán giả: 8.000 Trọng tài: Trần Công Trọng |  |

| 8 tháng 3 năm 2009 | Sông Lam Nghệ An    | 1 – 1    | Thể Công            | Sân Vinh, Nghệ An                              |  |
| 15:30              | Nguyễn Ngọc Anh 66' | Chi tiết | Aloys Nyom Nyom 75' | Lượng khán giả: 10.000 Trọng tài: Đỗ Quốc Hoài |  |

| 8 tháng 3 năm 2009 | Hoàng Anh Gia Lai                            | 3 – 2    | Xi Măng Hải Phòng                 | Sân Pleiku, Gia Lai                              |  |
| 16:00              | Thonglao 33' · Lee Nguyễn 60' · Evaldo 90+3' | Chi tiết | Leandro 15' · Nguyễn Minh Đức 73' | Lượng khán giả: 4.500 Trọng tài: Trần Khánh Hưng |  |

| 8 tháng 3 năm 2009 | Khatoco Khánh Hòa                           | 2 – 0    | TĐCS Đồng Tháp | Sân Nha Trang, Khánh Hòa                         |  |
| 16:00              | Nguyễn Quang Hải 47' · Jonathan Quartey 61' | Chi tiết |                | Lượng khán giả: 10.000 Trọng tài: Dương Văn Hiền |  |

| 8 tháng 3 năm 2009 | SHB Đà Nẵng        | 1 – 0    | TP Hồ Chí Minh | Sân Chi Lăng, Đà Nẵng                        |  |
| 16:30              | Võ Hoàng Quảng 86' | Chi tiết |                | Lượng khán giả: 24.000 Trọng tài: Lê Quốc Ân |  |

## Vòng 5
| 15 tháng 3 năm 2009 | GM Mikado Nam Định | 1 – 0    | Thể Công | Sân Thiên Trường, Nam Định                         |  |
| 15:30               | Lê Ngọc Lung 73'   | Chi tiết |          | Lượng khán giả: 10.000 Trọng tài: Nguyễn Trọng Thư |  |

| 15 tháng 3 năm 2009 | TĐCS Đồng Tháp      | 1 – 1    | Đồng Tâm Long An       | Sân Cao Lãnh, Đồng Tháp                       |  |
| 15:30               | Timothy Anjembe 89' | Chi tiết | Nguyễn Minh Phương 26' | Lượng khán giả: 12.000 Trọng tài: Võ Minh Trí |  |

| 15 tháng 3 năm 2009 | Sông Lam Nghệ An     | 1 – 1    | TP Hồ Chí Minh      | Sân Vinh, Nghệ An                               |  |
| 15:30               | Nguyễn Huy Hoàng 72' | Chi tiết | Marcio J.D Reis 58' | Lượng khán giả: 11.000 Trọng tài: Võ Quang Vinh |  |

| 15 tháng 3 năm 2009 | T&T Hà Nội | 0 – 2    | Hoàng Anh Gia Lai                  | Sân Hàng Đẫy, Hà Nội                              |  |
| 16:00               |            | Chi tiết | Phan Thanh Bình 54' · Thonglao 56' | Lượng khán giả: 4.000 Trọng tài: Nguyễn Văn Quyết |  |

| 15 tháng 3 năm 2009 | Khatoco Khánh Hòa    | 1 – 1    | XMCT Thanh Hóa | Sân Nha Trang, Khánh Hòa                        |  |
| 16:00               | Nasiru Abdullahi 61' | Chi tiết | Egbo Osita 85' | Lượng khán giả: 9.000 Trọng tài: Hoàng Anh Tuấn |  |

| 15 tháng 3 năm 2009 | SHB Đà Nẵng                                                  | 5 – 2    | Quân khu 4      | Sân Chi Lăng, Đà Nẵng                         |  |
| 16:30               | Merlo Gaston 16', 26' · Almeda 72', 84' · Rafael Marques 86' | Chi tiết | Lazaro 35', 90' | Lượng khán giả: 20.000 Trọng tài: Vũ Bảo Linh |  |

| 1 tháng 4 năm 2009 | Becamex Bình Dương                   | 2 – 1    | Xi Măng Hải Phòng | Sân Bình Dương, Bình Dương                       |  |
| 17:00              | Fabiano 53' · Nguyễn Hoàng Vương 70' | Chi tiết | Leandro 58'       | Lượng khán giả: 18.000 Trọng tài: Dương Văn Hiền |  |

## Vòng 6
| 22 tháng 3 năm 2009 | Xi Măng Hải Phòng | 0 – 0    | TĐCS Đồng Tháp | Sân Lạch Tray, Hải Phòng                         |  |
| 15:00               |                   | Chi tiết |                | Lượng khán giả: 22.000 Trọng tài: Dương Văn Hiền |  |

| 22 tháng 3 năm 2009 | XMCT Thanh Hóa        | 0 – 5    | SHB Đà Nẵng                                                    | XMCT Thanh Hóa, Thanh Hóa                        |  |
| 15:00               | Lê Xuân Hợp 80' 90+2' | Chi tiết | Almeida 15', 62', 75' · Merlo Gaston 22' · Phan Thanh Hưng 88' | Lượng khán giả: 8.000 Trọng tài: Trần Khánh Hưng |  |

| 22 tháng 3 năm 2009 | Quân khu 4                                            | 3 – 2    | GM Mikado Nam Định                     | Sân Quân khu 4, Nghệ An                          |  |
| 15:00               | Lazaro 12', 25' · Mota 39' · Nguyễn Anh Thắng 33' 80' | Chi tiết | Amaobi 87', 90+2' · Trần Trọng Lộc 36' | Lượng khán giả: 1.000 Trọng tài: Nguyễn Phi Long |  |

| 22 tháng 3 năm 2009 | Thể Công           | 1 – 0    | Khatoco Khánh Hòa | Sân Hàng Đẫy, Hà Nội                          |  |
| 16:00               | Rafael Olivera 72' | Chi tiết |                   | Lượng khán giả: 9.000 Trọng tài: Đỗ Quốc Hoài |  |

| 22 tháng 3 năm 2009 | Hoàng Anh Gia Lai  | 1 – 1    | Sông Lam Nghệ An               | Sân Pleiku, Gia Lai                             |  |
| 16:00               | Đoàn Văn Sakda 25' | Chi tiết | Đoàn Văn Nirut 74' (phản lưới) | Lượng khán giả: 6.000 Trọng tài: Phạm Quốc Dũng |  |

| 22 tháng 3 năm 2009 | Đồng Tâm Long An            | 2 – 2    | Becamex Bình Dương | Sân Long An, Long An                              |  |
| 16:00               | Nguyễn Việt Thắng 45+1' 46' | Chi tiết | Philani 56' 59'    | Lượng khán giả: 10.000 Trọng tài: Phùng Đình Dũng |  |

| 22 tháng 3 năm 2009 | TP Hồ Chí Minh                            | 2 – 1    | T&T Hà Nội       | Sân Thống Nhất, TP Hồ Chí Minh                 |  |
| 17:00               | Đặng Ngọc Tùng 29' · Huỳnh Ngọc Quang 40' | Chi tiết | Lê Công Vinh 89' | Lượng khán giả: 4.000 Trọng tài: Đào Văn Cường |  |

## Vòng 7
| 27 tháng 3 năm 2009 | Becamex Bình Dương                         | 2 – 0    | Sông Lam Nghệ An | Sân Bình Dương, Bình Dương                         |  |
| 17:00               | Nguyễn Vũ Phong 49' · Nguyễn Đức Thiện 82' | Chi tiết |                  | Lượng khán giả: 20.000 Trọng tài: Nguyễn Trọng Thư |  |

| 28 tháng 3 năm 2009 | Xi Măng Hải Phòng                                                     | 2 – 1    | XMCT Thanh Hóa                       | Sân Lạch Tray, Hải Phòng                         |  |
| 15:00               | Elenildo De Jesus 48' · Đặng Văn Robert 90+1' · Elenildo De Jesus 77' | Chi tiết | Hoàng Đình Tùng 11' · Egbo Osita 77' | Lượng khán giả: 15.000 Trọng tài: Hoàng Anh Tuấn |  |

| 29 tháng 3 năm 2009 | Quân khu 4            | 2 – 1    | Hoàng Anh Gia Lai | Sân Quân khu 4, Nghệ An                           |  |
| 15:00               | Lazaro 9' · Moses 51' | Chi tiết | A Huỳnh 75'       | Lượng khán giả: 7.000 Trọng tài: Nguyễn Văn Quyết |  |

| 29 tháng 3 năm 2009 | TĐCS Đồng Tháp                                          | 3 – 1    | T&T Hà Nội       | Sân Cao Lãnh, Đồng Tháp                         |  |
| 15:30               | Aniekan 58' · Samson Kayode Olaleye 67' · Timothy 90+2' | Chi tiết | Cao Sỹ Cường 30' | Lượng khán giả: 13.000 Trọng tài: Võ Quang Vinh |  |

| 29 tháng 3 năm 2009 | GM Mikado Nam Định | 0 – 1    | Khatoco Khánh Hòa                         | Sân Thiên Trường, Nam Định                   |  |
| 15:30               |                    | Chi tiết | Lê Tấn Tài 12' · Nguyễn Thanh Hải 71' 90' | Lượng khán giả: 5.000 Trọng tài: Vũ Bảo Linh |  |

| 29 tháng 3 năm 2009 | Thể Công                                                    | 3 – 1    | TP Hồ Chí Minh       | Sân Hàng Đẫy, Hà Nội                           |  |
| 16:00               | Robet Nista 48' · Aloys Nyom Nyom 63' · Francois Endene 81' | Chi tiết | Lương Trung Tuấn 78' | Lượng khán giả: 8.000 Trọng tài: Đặng Thanh Hạ |  |

| 29 tháng 3 năm 2009 | Đồng Tâm Long An | 1 – 2    | SHB Đà Nẵng                  | Sân Long An, Long An                          |  |
| 16:00               | Tshamala 11'     | Chi tiết | Merlo Gaston 6' · Rafael 85' | Lượng khán giả: 13.000 Trọng tài: Võ Minh Trí |  |

## Vòng 8
| 12 tháng 4 năm 2009 | XMCT Thanh Hóa      | 1 – 1    | Đồng Tâm Long An     | Sân Thanh Hóa |  |
|                     | Hoàng Đình Tùng 59' | Chi tiết | Tshamala Kabanga 82' |               |  |

| 12 tháng 4 năm 2009 | TĐCS Đồng Tháp                                                                           | 5 – 0    | Thể Công | Đồng Tháp                  |  |
|                     | Aniekan Okon 3' · Samson Kayode Olaleye 19' · Timothy Anjembe 27', 29' · Vũ Anh Tuấn 87' | Chi tiết |          | Sân vận động: Sân Cao Lãnh |  |

| 12 tháng 4 năm 2009 | Sông Lam Nghệ An   | 1 – 0    | Xi măng Hải Phòng | Sân Vinh |  |
|                     | Trần Đình Đồng 86' | Chi tiết |                   |          |  |

| 12 tháng 4 năm 2009 | T&T Hà Nội                          | 2 – 1    | Gạch men Mikado Nam Định | Sân Hàng Đẫy |  |
|                     | Lê Công Vinh 22' · Cao Sỹ Cường 42' | Chi tiết | Lê Ngọc Lung 27'         |              |  |

| 12 tháng 4 năm 2009 | Khatoco Khánh Hòa                            | 1 – 0    | Hoàng Anh Gia Lai | Sân 19 tháng 8 |  |
|                     | Mustapha Essuman 8' · Phạm Như Thuần 21' 52' | Chi tiết |                   |                |  |

| 12 tháng 4 năm 2009 | SHB Đà Nẵng | 1 – 1    | Becamex Bình Dương     | Sân 19 tháng 8 |  |
|                     | Almeida 1'  | Chi tiết | Nguyễn Hoàng Vương 27' |                |  |

| 12 tháng 4 năm 2009 | Thành phố Hồ Chí Minh | 1 – 0    | Becamex Bình Dương | Sân Thống Nhất |  |
|                     | Huỳnh Ngọc Quang 46'  | Chi tiết | Moses 48' 66'      |                |  |

## Vòng 15
| 5 tháng 8 năm 2009 | Hoàng Anh Gia Lai                                                                    | 4 - 3      | TP Hồ Chí Minh                                                | Sân Pleiku, Gia Lai                             |  |
| 16:00              | Evaldo Goncalves 14' · Nguyễn Thái Dương 56' · Nguyễn Tăng Tuấn 59' · Lee Nguyễn 69' | (chi tiết) | Mario Romero 30' · Trần Ngọc Bảo 43' · Nguyễn Minh Chuyên 64' | Lượng khán giả: 6.000 Trọng tài: Hoàng Anh Tuấn |  |

## Vòng 22
| 25 tháng 7 năm 2009 | TĐCS Đồng Tháp   | 1 - 1    | SHB Đà Nẵng      | Đồng Tháp                                                               |  |
| 15:30               | Aniekan Okon 85' | Chi tiết | Merlo Gaston 28' | Sân vận động: Cao Lãnh Lượng khán giả: 18.000 Trọng tài: Hoàng Anh Tuấn |  |

| 25 tháng 7 năm 2009 | Đồng Tâm Long An                                 | 3 - 0    | Hoàng Anh Gia Lai | Sân Long An                                    |  |
| 16:00               | Bolima Ousman (22) 8', 55' · Phan Văn Santos 31' | Chi tiết |                   | Lượng khán giả: 10.000 Trọng tài: Đỗ Quốc Hoài |  |

| 25 tháng 7 năm 2009 | Becamex Bình Dương                                  | 4 - 1    | Khatoco Khánh Hòa    | Bình Dương                                                           |  |
| 16:00               | Nguyễn Vũ Phong 3' · Mbabazi 40' · Philani 66', 85' | Chi tiết | Jonathan Quartey 69' | Sân vận động: Gò Đậu Lượng khán giả: 12.000 Trọng tài: Đặng Thanh Hạ |  |

| 25 tháng 7 năm 2009 | GM Mikado Nam Định                                       | 3 - 2    | Sông Lam Nghệ An                    | Sân Thiên Trường                                 |  |
| 16:00               | Trần Trọng Lộc 17' · Amaobi 38' · Daniel Vanwyk (32) 87' | Chi tiết | Din Akame 53' · Trần Đình Đồng 72’' | Lượng khán giả: 6.000 Trọng tài: Phùng Đình Dũng |  |

| 25 tháng 7 năm 2009 | Thể Công                               | 2 - 4    | XMCT Thanh Hóa                                    | Sân Hàng Đẫy                                      |  |
| 16:30               | Đào Xuân Thành 6' · Vanderlei Lima 74' | Chi tiết | Hoàng Đình Tùng 29', 42', 90+3' · Lê Văn Tuấn 52' | Lượng khán giả: 4.000 Trọng tài: Nguyễn Văn Quyết |  |

| 26 tháng 7 năm 2009 | Xi Măng Hải Phòng | 1 - 0     | TP Hồ Chí Minh | Sân Lạch Tray                                     |  |
| 16:00               | Leandro 82'       | Chi tiết] |                | Lượng khán giả: 27.000 Trọng tài: Trần Công Trọng |  |

| 26 tháng 7 năm 2009 | Quân khu 4 | 0 - 1    | T&T Hà Nội               | Sân Quân khu 4                                   |  |
| 15:30               |            | Chi tiết | Nguyễn Văn Quân (23) 22' | Lượng khán giả: 3.000 Trọng tài: Trần Khánh Hưng |  |

## Vòng 23
| 1 tháng 8 năm 2009 | TP Hồ Chí Minh                                                                               | 2 - 0    | Đồng Tâm Long An | Sân Thống Nhất                                   |  |
| 17:00              | Maguire James 13' · Jackson Noguiera 48' · Jackson Noguiera 27' 68' · Đặng Ngọc Tùng 80' 89' | Chi tiết |                  | Lượng khán giả: 8.000 Trọng tài: Phùng Đình Dũng |  |

| 2 tháng 8 năm 2009 | Khatoco Khánh Hòa | 1 - 0    | Xi Măng Hải Phòng | Sân Nha Trang                                   |  |
| 15:30              | Aboagye Felix 16' | Chi tiết |                   | Lượng khán giả: 8.000 Trọng tài: Dương Văn Hiền |  |

| 2 tháng 8 năm 2009 | Hoàng Anh Gia Lai | 1 - 1    | Thể Công | Sân Pleiku                                     |  |
| 16:00              | Moustapha 61'     | Chi tiết | Lima 73' | Lượng khán giả: 4.000 Trọng tài: Võ Quang Vinh |  |

| 2 tháng 8 năm 2009 | T&T Hà Nội                            | 3 - 2    | Becamex Bình Dương                     | Sân Hàng Đẫy                                    |  |
| 16:30              | Lê Công Vinh 6}', 25' · Cristiano 35' | Chi tiết | Trần Chí Công 76' · Nkemi Marcelin 89' | Lượng khán giả: 7.000 Trọng tài: Phạm Quốc Dũng |  |

| 2 tháng 8 năm 2009 | SHB Đà Nẵng                          | 2 - 1    | GM Mikado Nam Định    | Sân Chi Lăng                                    |  |
| 16:30              | Merlo Gaston 20' · Molina Gaston 73' | Chi tiết | Hoàng Danh Ngọc 90+3' | Lượng khán giả: 27.000 Trọng tài: Đào Văn Cường |  |

| 2 tháng 8 năm 2009 | XMCT Thanh Hóa  | 1 - 2    | Quân khu 4                       | Sân Thanh Hóa                                |  |
| 16:30              | Lê Văn Tuấn 16' | Chi tiết | Moses 51' · Trương Đình Luật 54' | Lượng khán giả: 9.000 Trọng tài: Vũ Bảo Linh |  |

| 2 tháng 8 năm 2009 | Sông Lam Nghệ An       | 1 - 0    | TĐCS Đồng Tháp | Sân Vinh                                          |  |
| 17:00              | Nguyễn Trọng Hoàng 31' | Chi tiết |                | Lượng khán giả: 7.000 Trọng tài: Nguyễn Văn Quyết |  |

## Vòng 24
| 9 tháng 8 năm 2009 | TP Hồ Chí Minh                                                   | 3 – 2    | TĐCS Đồng Tháp                            | Sân Thống Nhất                                   |  |
| 15:30              | Hồ Văn Lợi 49' · Jackson Noguiera 66' · Mario Romero 89' 67' 90' | Chi tiết | Samson K.Olaleye 6' · Timothy Anjembe 60' | Lượng khán giả: 7.000 Trọng tài: Trần Khánh Hưng |  |

| 9 tháng 8 năm 2009 | XMCT Thanh Hóa        | 2 – 0    | Becamex Bình Dương      | Thanh Hóa                                                                    |  |
| 15:30              | Nguyễn Ngọc Quang 88' | Chi tiết | Philani 45' · Helio 88' | Sân vận động: Sân Thanh Hóa Lượng khán giả: 2.500 Trọng tài: Phùng Đình Dũng |  |

| 9 tháng 8 năm 2009 | Sông Lam Nghệ An                               | 2 - 0      | SHB Đà Nẵng          | Sân Vinh, Nghệ An                              |  |
| 15h30              | Nguyễn Trọng Hoàng (9) 8' · Din Akame (33) 57' | (chi tiết) | Cao Cường (2) 2' 90' | Lượng khán giả: 6.000 Trọng tài: Đặng Thanh Hạ |  |

| 9 tháng 8 năm 2009 | Khatoco Khánh Hòa                                                              | 3 - 2    | T&T Hà Nội                                                               | Sân Nha Trang, Khánh Hòa                     |  |
| 15h30              | Nguyễn Quang Hải (13) 12' · Trần Thiện Hảo (8) 57' · Mustapha Essuman (21) 71' | Chi tiết | Agostinho (31) 24' · Nguyễn Xuân Tú (18) 81' · Đỗ Trọng Hải (11) 28' 79' | Lượng khán giả: 7.000 Trọng tài: Võ Minh Trí |  |

| 9 tháng 8 năm 2009 | Thể Công               | 2 - 2      | Quân khu 4                            | Sân Hàng Đẫy, Hà Nội                             |  |
| 15h30              | Reginaldo (16) 51' 77' | (chi tiết) | Adbcio (11) 55' · Lưu Mạnh Hà (6) 81' | Lượng khán giả: 5.000 Trọng tài: Trần Công Trọng |  |

| 9 tháng 8 năm 2009 | Hoàng Anh Gia Lai          | 2 - 0    | GM Mikado Nam Định | Sân Pleiku, Gia Lai                           |  |
| 15h30              | Mane Mustapha (11) 71' 87' | Chi tiết |                    | Lượng khán giả: 8.000 Trọng tài: Đỗ Quốc Hoài |  |

| 9 tháng 8 năm 2009 | Xi Măng Hải Phòng                  | 1 – 1    | Đồng Tâm Long An        | Sân Lạch Tray, Hải Phòng                   |  |
| 16:30              | Phạm Lâm Minh Thông 6' (phản lưới) | Chi tiết | Phan Văn Santos (1) 88' | Lượng khán giả: 0 Trọng tài: Võ Quang Vinh |  |

## Vòng 25
| 16 tháng 8 năm 2009 | SHB Đà Nẵng             | 1 - 1    | Khatoco Khánh Hòa         | Sân Chi Lăng |  |
|                     | Nguyễn Rogerio (16) 28' | Chi tiết | Nguyễn Quang Hải (13) 54' |              |  |

| 16 tháng 8 năm 2009 | Hà Nội T&T       | 1 - 1    | Sông Lam Nghệ An          | Sân Hàng Đẫy |  |
|                     | Benicio (21) 80' | Chi tiết | Nguyễn Hoàng Lan (31) 64' |              |  |

| 16 tháng 8 năm 2009 | Đồng Tâm Long An                                       | 3 - 3    | Thể Công                           | Sân Long An |  |
|                     | Rodrigo Silva (23) 20' 90’+4' · Antonio Carlos (9) 33' | Chi tiết | Thạch Bảo Khanh (8) 41' 58' 90’+9' |             |  |

| 16 tháng 8 năm 2009 | Tập đoàn Cao Su Đồng Tháp                                                                                       | 6 - 0    | Thanh Hóa | Đồng Tháp              |  |
|                     | Nguyễn Quý Sửu (12) 19' · Samson Kayode (29) 53' 78' · Timothy Anjembe (32) 62' 74' · Nguyễn Văn Nghĩa (19) 80' | Chi tiết |           | Sân vận động: Cao Lãnh |  |

| 16 tháng 8 năm 2009 | Quân khu 4                                                                   | 2 - 0    | Xi Măng Hải Phòng       | Sân Quân khu 4 |  |
|                     | Mota (10) 39' · Bernard Achaw (13) 74' (phản lưới) · Lê Quang Thi (2) 90’+2' | Chi tiết | Leandro (18) 54' 90’+2' |                |  |

| 16 tháng 8 năm 2009 | Becamex Bình Dương                                                 | 3 - 1    | Hoàng Anh Gia Lai   | Sân Gò Đậu |  |
|                     | Trần Chí Công (4) 19' · Philani (10) 42' · Nguyễn Anh Đức (11) 76' | Chi tiết | Lee Nguyễn (24) 39' |            |  |

| 16 tháng 8 năm 2009 | GM Mikado Nam Định          | 2 - 0    | Thành phố Hồ Chí Minh | Sân Thiên Trường |  |
|                     | Trần Đức Dương (23) 60' 76' | Chi tiết |                       |                  |  |

## Vòng 26
| 23 tháng 8 năm 2009 | Thành phố Hồ Chí Minh   | 2 – 3    | Becamex Bình Dương                    | Sân Thống Nhất |  |
|                     | Jackson 54' · Mario 65' | Chi tiết | Philani (10) 19' 88' · Helio (15) 83' |                |  |

| 23 tháng 8 năm 2009 | Xi Măng Hải Phòng | 0 – 0    | T&T Hà Nội | Sân Lạch Tray |
|                     |                   | Chi tiết |            |               |

| 23 tháng 8 năm 2009 | Sông Lam Nghệ An                                    | 3 – 1    | Đồng Tâm Long An       | Sân Vinh |  |
|                     | Murando Eric (24) 16' · Phạm Văn Quyến (10) 39' 72' | Chi tiết | Rodrigo Silva (23) 47' |          |  |

| 23 tháng 8 năm 2009 | Khatoco Khánh Hòa         | 2 – 3    | Quân khu 4                                             | Nha Trang                                                                    |  |
|                     | Nguyễn Quang Hải 52', 62' | Chi tiết | Nguyễn Anh Thắng 12' · Cao Quang Hướng 26' · Moses 66' | Sân vận động: Sân 19 tháng 8 Lượng khán giả: 4.000 Trọng tài: Hoàng Anh Tuấn |  |

| 23 tháng 8 năm 2009 | TĐCS Đồng Tháp                 | 2 – 1    | Gạch men Mikado Nam Định | Đồng Tháp                                                                |  |
|                     | Samson Kayode Olaleye 28', 43' | Chi tiết | Trần Đức Dương 88'       | Sân vận động: Cao Lãnh Lượng khán giả: 13.000 Trọng tài: Phùng Đình Dũng |  |

| 23 tháng 8 năm 2009 | Thể Công                                                           | 4 – 3    | SHB Đà Nẵng                                                | Hà Nội                                                                |  |
|                     | Vanderlei Lima 39', 58' · Thạch Bảo Khanh 71' · Đào Xuân Thành 74' | Chi tiết | Phan Duy Lam 19' · Rafael Marques 33' · Phạm Nguyên Sa 78' | Sân vận động: Hàng Đẫy Lượng khán giả: 4.000 Trọng tài: Đặng Thanh Hạ |  |

| 23 tháng 8 năm 2009 | Thanh Hóa                                                   | 3 – 7    | Hoàng Anh Gia Lai                                                                                                  | Thanh Hóa                                                                 |  |
|                     | Lê Văn Tuấn 52' · Trần Đình Thành 61' · Hoàng Đình Tùng 64' | Chi tiết | Nguyễn Thái Dương 24' · Evaldo Goncalves 31', 70' · Lê Văn Trương 54' · Nguyễn Tăng Tuấn 56' · Lee Nguyễn 77', 87' | Sân vận động: Thanh Hóa Lượng khán giả: 1.000 Trọng tài: Nguyễn Trọng Thư |  |